# Der Krug an der Wiedau
Der Krug an der Wiedau (auch Kroen ved Vidåen, Æ kro ve æ Virå, E krouf bai e Wiidou, De Krooch an de Wiedau) ist ein humoristischer Kriminalfilm, der die Grenzziehung von 1920 im deutsch-dänischen Grenzland beleuchtet und die Westküstenmentalität hervorhebt.
Die Handlung spielt hauptsächlich in einem Krug an der Wiedau im Niemandsland zwischen Deutschland und Dänemark, in dem sich die Lokalbevölkerung – unabhängig von Staatsangehörigkeit und Sprache – trifft und versteht. Im Film spielen die fünf an der schleswigschen Westküste gesprochenen Sprachen (Deutsch, Friesisch, Plattdeutsch, Sønderjysk, Dänisch) die Hauptrolle, um die einzigartige sprachliche und kulturelle Vielfalt der Grenzregion hochleben zu lassen.

## Handlung
Im Gasthaus „Krug an der Wiedau“, im Niemandsland zwischen Deutschland und Dänemark, treffen sich die Stammgäste Lars, Ulla, Jens, Charlotte, Doos und Pastor Pørksen von der umliegenden Lokalbevölkerung. Wirt Loorns und seine Frau Grete kennen sie alle und trotz der unterschiedlichen Herkunftsländer verstehen sich alle bestens. An diesem Morgen ist jedoch etwas anders als sonst. Irgendetwas hat sich da draußen im Grenzzaun, der aber nur ein 1,50 Meter hoher Schutzzaun gegen Wildschweine ist, verfangen. Alle rätseln aus der Ferne, ob das nun ein Schaf, ein Wildschwein oder ein Kuh wäre. Ehe sie aber weiter herumrätseln, wollen so nachsehen und finden zu ihrem großen Erstaunen einen toten Mann, quer über den Zaun hängen. Loorns ist sich sicher, ihn zusammen mit einem anderen am Vorabend im Krug bewirtet zu haben. Nachdem sich Lars davon überzeugt, dass er wirklich tot ist, spricht Pastor Pørksen ein kurzes „Amen“ und sie beratschlagen, was sie nun tun sollen. Schnell steht fest, dass die Polizei gerufen werden muss, aber welche? Die Dänische oder die Deutsche? Schließlich hängt der Mann mit dem Kopf im Norden und dem Hintern im Süden. Loorns entscheidet beide zu benachrichtigen und so treffen der Kieler Kommissar Hannes Schröder und die dänische Kollegin Pernille Povlsen im Gasthaus ein. Schröder wird von den Gästen recht deftig empfangen, ist aber ganz froh, dass die Wirtsleute und auch Povlsen deutsch sprechen.
Bei dem Toten handelt es sich um den jungen Landrat Florian Ketelsen, einem ehemaligen Landwirt. Die im Wirtshaus anwesenden sechs Gäste werden befragt und so wird der Unbekannte, mit dem der Landrat am Abend zuvor im Gasthaus, war zum Hauptverdächtigen erklärt. Loorns berichtet, dass sich beide gekannt hätten und sich eine Landkarte angesehen hätten. Da sich beide im Gästebuch eingetragen mussten, worauf der Wirt bei seinen wenigen Gästen im Jahr stets großen Wert legt, kennt man nun den Namen des Unbekannten: Jørn Bock, ein Lokalpolitiker aus Dänemark. Die deutsch-dänische Kooperation verläuft ein wenig unharmonisch, denn Schröder ist das Bier im Krug nicht gut bekommen und so hat Povlsen die bisherige Ermittlungsarbeit allein übernommen. Am nächsten Tag macht sie sich auf den Weg, um Jørn Bock zu befragen, hinterlässt ihrem verkaterten, deutschen Kollegen aber eine Nachricht zum Stand ihrer Erkenntnisse. Bock nennt als Grund seines Treffens mit dem deutschen Landrat, den Jahrestag der Grenzziehung von 1920. Sie wollten darüber recherchieren, ob möglicherweise bei der damaligen Abstimmung zum Grenzverlauf, die Bewohner des „Krugs“ vergessen wurden, wofür Bock Hinweise gefunden hatte. Nach einer halben Stunde hätte er sich von Ketelsen verabschiedet, der mit der Karte zurückgeblieben wäre. Erst nach nochmaliger Befragung, des wortkargen Wirts stellt sich heraus, dass nach Ketelsen auch noch Lars, der Pastor und Lotte kurz bei ihm eingekehrt waren. Neben den Ermittlern kommt auch Jens Karstensen den Dreien auf die Spur, denn er hat einige Widersprüche entdeckt. Seiner Wahrnehmung nach muss der Pastor gelogen haben, als er dem Toten den Puls fühlen wollte, und sagte, er wäre schon kalt, was Lars bestätigt hatte. Jens Karstensen weiß aber genau, da er den Mann zuerst auf dem Zaun entdeckt hatte, dass der sich noch bewegte. Er spricht mit Lotte darüber, weil er das nicht verstehen kann und ehe er sich versieht, schneidet sie Jens mit einem großen Küchenmesser die Kehle durch. Anschließend ruft sie Lars an. Als dieser sieht, was Lotte getan hat, ist er entsetzt. Er beschuldigt sie nicht nur ihn und den Pastor zum Mord angestiftet, sondern nun auch noch selbst getötet zu haben. Als Lars hysterisch die Polizei rufen will, greift Lotte zu einer Pistole und erklärt in Wirklichkeit Irina Blåsten zu sein, eine international gesuchte Kunstdiebin. Ihre Beute hatte sie unter ihren selbst gemalten Werken versteckt. Sie sei hier untergetaucht und wenn der Landrat die Karte nicht gefunden hätte, hätte sie den Krug gekauft und ein sorgenfreies Leben gehabt. Sie fesselt Lars, der sie immer wieder als „wahnsinnig“ bezeichnet und erklärt nun erst einmal weg zu müssen, um den Pastor zu beseitigen. Zu Lars Rettung kommen Schröder und Povlsen. Er berichtet ihnen, dass der Landrat vorhatte den Krug abzureißen, weil das Gebiet nach der wiedergefundenen Karte Niemandsland wäre und ideal für eine EU-Hauptstadt. Der Krug weg? Das wollten sie sich nicht gefallen lassen und schritten zur Tat. Eigentlich wollten sie nur die Karte, die sie ihm zur Hälfte entreißen konnten, aber er lief weg und sprang in den Fluss. Dann entdeckten sie ihn nächsten Morgen auf dem Zaun, wo er wohl auf seiner Flucht hängen geblieben sein muss. Lotte meinte dann nur, ihr müsst ihn umbringen. Inzwischen ist Lotte/Irina beim Pastor angekommen, der vor ihr wegrennt und sich in den „Krug“ flüchtet. Irina folgt ihm und droht nun alle, die sich in der Gaststätte befinden zu töten. Unerwartet wird sie von einem Geschoss getroffen, denn Grete hat kurzerhand das Jagdgewehr geholt und die Amokläuferin erschossen. Alle trinken noch in Ruhe ein Bier, bevor am nächsten Tag Irinas Leiche abgeholt werden soll.

## Hintergrund
2010/2011 wurde die 12-teilige Hörspielreihe „Krug an der Wiedau“ vom Interreg-Projekt „Kulturbrücke-Kulturbro“ der Region Sønderjylland-Schleswig gefördert und von den damaligen Projektpartnern produziert und veröffentlicht. Das damalige Projekt, das von lokalen Sendeanstalten sehr gut angenommen wurde, sollte im Rahmen des 100. Jubiläums der Grenzziehung zwischen Deutschland und Dänemark auf die Leinwand gebracht werden und so die Sprachvielfalt und das grenzüberschreitende Verständnis füreinander aufzeigen – ganz unabhängig von der Landesgrenze, die Schleswig trennt. So zeigt die Geschichte die friedliche Koexistenz im Grenzland, die sich durch die letzten 100 Jahre entwickelt hat. Diese Geschichte wurde nun filmatisiert. Der Krug an der Wiedau ist ein grenzüberschreitendes Projekt, das die Sprachenvielfalt und die Westküste Schleswigs in den Mittelpunkt rückt.

## Projekt
Dieses Projekt wurde gefördert mit Mitteln des Europäischen Fonds für regionale Entwicklung. Darüber hinaus wurde das Projekt von der Kommune Tondern, der Kulturstiftung Nordfriesland und der Stiftung für die Friesische Volksgruppe finanziert sowie von der Beauftragten der Bundesregierung für Kultur und Medien gefördert.

## Produktion
Produziert wurde der Film von Et Nordfriisk Teooter und dem Bund Deutscher Nordschleswiger. Die Dreharbeiten fanden im Oktober 2020 statt. Regie führte Gary Funck und Produzent war Uffe Iwersen. Die ISAN lautet 0000-0006-3CB2-0000-R-0000-0000-U.

## Besetzung
Das Filmteam wurde hauptsächlich aus dem westlichen Teil des deutsch-dänischen Grenzlandes rekrutiert, um eine größtmögliche Authentizität zu erreichen. Ein Großteil der Schauspieler und Schauspielerinnen besteht aus Laiendarstellern und Laiendarstellerinnen von lokalen Theaterbühnen. Mahara Jacobsen (weibliche Hauptrolle) aus Dahler ist eine ehemalige Musicaldarstellerin. Mathias Harrebye-Brandt (männliche Hauptrolle) ist ein deutscher Film- und Fernsehdarsteller aus Berlin mit Wurzeln im deutsch-dänischen Grenzland.

## Kino und Vorstellungen
„Der Krug an der Wiedau“ wird in Kinos, Vereinen, Kulturstätten, Bildungseinrichtungen u. Ä. innerhalb und außerhalb des Grenzlandes vorgeführt. Am 15. April 2022 wurde der Film im Dänischen Fernsehen TV SYD+ ausgestrahlt.
- 30. November 2021: Deutsche Premiere „Eck’s Kino“ in Niebüll
- 1. Dezember 2021: Dänische Premiere „Ludwig Andresen Schule“ in Tondern
- 20. Mai 2022: Internationales Friesentreffen, Helgoland
- 5. Oktober 2022: Husumer Filmtage in der Kategorie „Schleswig-Holstein im Film“
- 11. November 2022: 32. FilmFestival Cottbus in der Kategorie „Heimat“[9]

Nach der Premiere fanden bisher über 90 Aufführungen in Kinos, bei Verbänden, auf lokalen Fernsehsendern, in Museen und Schulen statt.

## Kritik
Ein Todesopfer, ein Krug, viel Alkohol, viel Geheimnistuerei und noch mehr Fragen – abgesehen vom Alkohol absolut keine alltägliche Situation im Krug an der Wiedau. Und dann auch noch den Krug-Alltag störende polizeiliche Ermittlungen eines gewöhnungsbedürftigen Kriminalbeamten aus dem fernen holsteinischen Kiel und einer Kriminalbeamtin aus Esbjerg, die für diesen Fall ihr Exil verlässt und in die Heimat ihrer Kindheit zurückkehrt. Eine typisch unharmonische deutsch-dänische Kooperation. Der beschauliche und beinahe komatöse Ort gerät plötzlich in Aufruhr und Ungleichgewicht.
Gwyn Nissen, Chefredakteur Der Nordschleswiger meinte: „Der Krug an der Wiedau ist eine kleine Grenzlandperle und auf seine ganz eigene kleine Art und Weise großes Kino. In einigen Kreisen hat der Streifen sogar schon Kultstatus bekommen – berechtigterweise.“
Bei der Fimpremiere in Tondern urteilte Claas Riecken, wissenschaftl. Mitarbeiter Nordfriisk Instituut und Redaktion der Zeitschrift „Nordfriesland“: „Der Krug an der Wiedau enthält unheimlich viel an liebevollen Details und Seitengags, die man beim ersten Sehen vielleicht nicht alle unbedingt entdeckt.“